# Florence May
Florence May (Londres, 6 de febrer de 1845 - 29 de juny de 1923) fou una pianista i musicòloga anglesa.
Va rebre les primeres lliçons del seu pare, Edward Collet May, un organista, professor de piano i veu, i d'un oncle, organista i professor de piano al Queen's College. El 1871 va anar a Lichtenthal, prop de Baden-Baden, per estudiar amb Clara Schumann, la qual li presentà Johannes Brahms, de qui va ser alumna i de qui esdevingué fervent i entusiasta admiradora. En tornar a Anglaterra, es va especialitzar en la interpretació de l'obra de Brahms i va fer molts concerts de la seva música a Londres.

## Obra escrita
Amb els anys Florence May publicà una biografia del compositor hamburguès, amb una profunda i completa investigació: The Life of Johannes Brahms (2 vols.,1905). També escrigué The Girlhood of Clara Schumann (1912).